# Језеро Сербонис
Језеро Сербонис (грч. Σερβυνιδοζ Λιμνη) је некадашње језеро између Египта и Сирије, које у својим списима спомињу Херодот (11,6) и Диодор са Сицилије (1,30) и други, које се временом исушило и претворило у тресетиште.
Херодот нас обавештава да се то језеро налазило у доњем Египту, где је сачињавало природну границу између Египта и Сирије и да је било толико старо, да је још Зевс у њега бацио митско чудовиште Тифона. У Херодотово доба језеро је већ било исушено (5. век п. н. е.), али су му се трагови још видели.